# Tempe (Grecia)
Tempe (en griego: Τέμπη) es una localidad de Grecia, situada en la periferia de Tesalia, en la unidad periférica de Larisa. Cuenta con 15 439 habitantes según los datos del censo de 2001.
Fue instituida a raíz de la reforma administrativa del Plan Calícrates, en vigor desde el año 2011 que abolió las prefecturas y reorganizó los municipios.

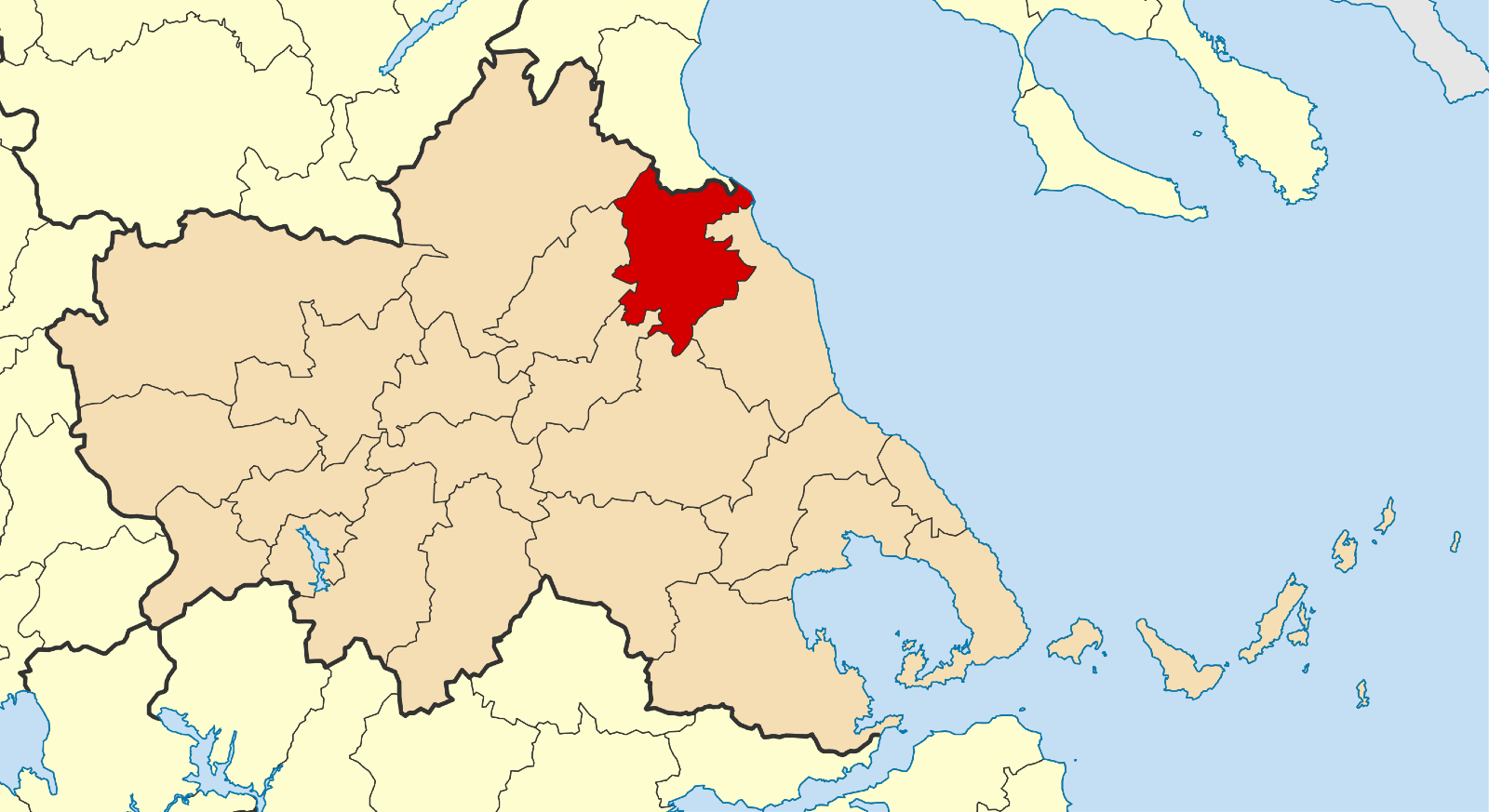